# کروپنگکی
کروپنگکی (به لهستانی:  Krupniki) یک روستا در لهستان است که در گمینا خوروشچ واقع شده‌است.
 کروپنگکی  ۳۶۴ نفر جمعیت دارد.